# Herida narcisista
En psicología, la herida narcisista, también conocida ego herido, es un trauma emocional que abruma los mecanismos de defensa de un individuo y devasta su orgullo y autoestima. En algunos casos, la vergüenza o la desgracia son tan significativas que el individuo nunca puede volver a sentirse realmente bien con lo que es. A veces se denomina «cicatriz narcisista».
Freud sostenía que las «pérdidas en el amor» y las «pérdidas asociadas al fracaso» suelen dejar tras de sí heridas en la autoestima del individuo.

## Signos de herida narcisista
Una herida narcisista a menudo no será perceptible por el sujeto a primera vista. Las heridas narcisistas son probablemente el resultado de la crítica, la pérdida o incluso la sensación de abandono. Las personas diagnosticadas con un trastorno narcisista de la personalidad se mostrarán excesivamente defensivas y agresivas ante cualquier tipo de crítica. Mientras que una persona promedio probablemente reaccionaría expresando vulnerabilidad, una persona que padece una herida narcisista hará lo contrario, lo que hará que se muestre narcisista, a pesar de sentirse herida por dentro. La reacción de una herida narcisista es un encubrimiento de los verdaderos sentimientos de quien se enfrenta a estos problemas.
Para otros, una herida narcisista puede parecer como si la persona está haciendo gaslighting o devolviendo el problema a la otra persona. Un individuo puede parecer manipulador y agresivo porque se niega a aceptar cualquier cosa que le digan que no quiere oír. Es importante que las personas que sufren heridas narcisistas dejen claro a aquellos a los que atacan con sus palabras que se trata realmente de un trastorno y no de un acto de insulto hacia otros.
Los niños a los que se enseña que el fracaso conlleva menos amor y afecto tienen más probabilidades de obsesionarse con la perfección y de desarrollar un trastorno narcisista de la personalidad. La importancia del amor propio y del amor incondicional a la hora de educar a los hijos puede ayudar a mostrarles que sus sentimientos son válidos, independientemente de la situación y de lo bien o mal que se desenvuelvan.
El concepto de Sigmund Freud de lo que en su último libro denominó «heridas tempranas del yo (heridas del narcisismo)» fue ampliado posteriormente por una gran variedad de psicoanalistas. Karl Abraham vio la clave de la depresión adulta en la experiencia infantil de un golpe al narcisismo a través de la pérdida del suministro narcisista. Otto Fenichel confirmó la importancia de las heridas narcisistas en los depresivos y amplió dichos análisis para incluir a las personalidades límite.
Edmund Bergler destacó la importancia de la omnipotencia infantil en el narcisismo, y la rabia que sigue a cualquier golpe a ese sentido de omnipotencia narcisista; Annie Reich subrayó la rabia alimentada por un sentimiento de vergüenza cuando un golpe al narcisismo deja al descubierto la brecha entre el ideal del yo y la realidad, mientras que Jacques Lacan relacionó a Freud en la herida narcisista con él en el estadio del espejo narcisista.
Por último, la teoría de las relaciones objetales pone de relieve la rabia contra los fracasos ambientales tempranos que hicieron que los pacientes se sintieran mal consigo mismos cuando la omnipotencia infantil se vio desafiada de forma demasiado abrupta.
1. Ponerse a la defensiva. Cuando se hieren los sentimientos de un narcisista, es probable que reaccione con hostilidad y tienda a guardar rencor. Esto es debido a tener una mala comprensión de las respuestas emocionales hacia los demás. Carecen de empatía cuando hieren los sentimientos de los demás debido a su procesamiento del pensamiento. No les gusta la confrontación. Es su elevado ego el que necesita ser satisfecho pero en el fondo la causa de ello se debe a inseguridades dentro de sí mismos. Cuando los deseos de un narcisista son desafiados, pueden actuar a través de la ira. Esto puede provenir de experiencias de abuso, por lo que proyectan su trauma interiorizado en los demás.[17]
2. Los narcisistas carecen de confianza en sí mismos, lo que se proyecta en las relaciones. Los celos tienen su origen en una inseguridad neurótica. Ejemplos de posesividad son los celos de que la atención de una persona sea captada por otra, y pensamientos de preocupación de que alguien le quite a su pareja. Su alto sentido de la posesividad tiene su raíz en un alto grado de celos. Su posesividad puede llevarles también a ser abusivos con sus parejas y amigos.[18]
3. El retraimiento puede desencadenar una reacción emocional cuando un narcisista experimenta un revés importante. Este colapso compite con la validación externa a la que creen tener derecho y, a cambio, les causa un dolor emocional que expresan como ira. Un contratiempo les hace sentirse intensamente frustrados.[19]
4. Cambios extremos de humor. Los episodios de arrebato o silencio son frecuentes en las personas con trastorno narcisista de la personalidad. Algunas experiencias que pueden afectar a esto son las amenazas a su autoestima o cuando no se les presta la atención o los deseos que creen merecer. Los cambios de humor pueden desencadenarse cuando la percepción de un narcisista se enfrenta a creencias contrarias, por lo que puede responder con ira.[20]
5. Sentimientos de asimetrías de poder. Los narcisistas suelen padecer fuertes sentimientos de inferioridad, por lo que les cuesta convencerse de que han conseguido lo suficiente. Un narcisista sólo exige lo que quiere sin preocuparse por el otro. En una relación, la pareja del narcisista puede experimentar gaslighting, ghosting y manipulación.[21][22]

## Perfeccionismo
Los narcisistas suelen ser pseudoperfeccionistas y crean situaciones en las que son el centro de atención. Los intentos del narcisista por ser visto como perfecto son necesarios para su grandiosa autoimagen. Si no se alcanza un estado de perfección percibido, puede provocar culpa, vergüenza, ira o ansiedad porque el sujeto cree que perderá la admiración y el amor de los demás si es imperfecto.
Dado que algunos niños son educados para creer que el amor es condicional, la obsesión por ser perfectos se convierte en rutina para ellos. Como resultado, al fracasar en cualquier aspecto de la vida, el niño sentirá que ya no es aceptado, lo que le provoca una herida narcisista.
Algunos ejemplos de razones por las que los niños mostrarían una herida narcisista debido al perfeccionismo son el reprobar exámenes, perder en competencias, no ser aceptados, el desacuerdo en la conversación con otros y la crítica constructiva.
Detrás de ese perfeccionismo, la psicología del yo vería heridas traumáticas anteriores en el yo grandioso.
Los resultados de las investigaciones indican que los narcisistas grandiosos defienden una versión de la perfección, esperan cosas poco razonables de los demás y trabajan para conseguir ambiciones poco realistas. Los hallazgos también implican que los narcisistas vulnerables fomentan intencionadamente una idea de infalibilidad al tiempo que ocultan defectos para apaciguar las demandas percibidas de los demás.

## Tratamiento
Adam Phillips ha argumentado que, en contra de lo que el sentido común podría esperar, la cura terapéutica implica que se anime al paciente a volver a experimentar «una terrible herida narcisista» –la experiencia de exclusión del niño por parte de la alianza parental– con el fin de llegar a un acuerdo y aprender de nuevo la pérdida decreciente de omnipotencia que conllevan los «hechos de la vida» básicos.

## Críticas
La amplia difusión de los conceptos del psiquiatra Heinz Kohut puede haber llevado en ocasiones a su trivialización. Neville Symington señala que «A menudo se oye decir a la gente: “Oh, ‘soy muy narcisista’, o ‘fue una herida para mi narcisismo’”. Tales comentarios no son un verdadero reconocimiento de la condición; son frases de usar y tirar. Reconocer realmente el narcisismo en uno mismo es profundamente angustioso y a menudo se asocia con la negación».

## Lecturas complementarias
- Cooper, J.; Maxwell, N. (1995). Narcissistic Wounds: Clinical Perspectives (en inglés).
- Levin, J. D. (1995). Slings and Arrows: Narcissistic Injury and Its Treatment (en inglés).